# 横山操
横山 操（よこやま みさお、男性、1920年（大正9年）1月25日 - 1973年（昭和48年）4月1日）は、新潟県西蒲原郡吉田町（現・燕市）出身の日本画家。多摩美術大学教授。昭和を代表する日本画家である。
横山の作品は煤や石灰などを画面に擦り付け、力強く轟くような漆黒と、そこからにじみ出てくるような鮮やかな色が特徴であるとされる。見た目には洋画に近い作風ともいえるが、日本画である。また、同じく昭和期に活躍した加山又造とは懇意であり、荒々しく力強い横山と対照的に、静謐な線による構図や伝統的な花鳥風月などを取り入れ、日本画の王道を歩んだともいえる加山であるが、お互いを認め合いライバルとして日本画壇をリードしてきた。

## 年譜
- 1920年 ‐ 新潟県西蒲原郡吉田町（現・燕市）に町医者の私生児として生まれる。その後、横山家に養子に出される。名前の“操”とは出生と関係があるとする説もある。
- 1934年 ‐ 洋画家を志し上京し、洋画家の弟子となる。ポスターや看板描きなどで生活を立てながら洋画を学ぶ
- 1938年 ‐ 第25回光風会展に油彩画の『街裏』が入選するもその後、師の勧めにより日本画に転向する
- 1939年 ‐ 川端画学校日本画部の夜間部に入学する
- 1940年 ‐ 当時もっとも新表現に先取的存在であったとされる青龍社（川端龍子が中心的人物の会）の主催する第12会青龍展に『隅田河岸』が入選。しかし、その後徴兵・召集される。
- 1945年 ‐ シベリア抑留に遭う。カザフスタン辺りで石炭採掘の工員として強制労働をし、そのときの情景や想いなどが、後の横山の作風に影響されたとされており、『カザフスタンの女』等に当時の印象を色濃く残している
- 1950年 ‐ 復員し、帰国する。戦争で中断していた制作を再開する
- 1951年 ‐ 杉田基子と結婚する
- 1956年 ‐ 初の個展を銀座で開催する。『炎炎桜島』で青龍賞を受賞
- 1957年 ‐ 東京都台東区谷中の五重塔が無理心中の男女によって放火、炎上。消失後のその様子を描く（『塔』）
- 1960年 ‐ 自らの作品を焼却する。またこの頃から『赤富士』の連作が人々の人気を集め、一躍有名画家となる
- 1962年 ‐ 日本画の新たな表現を目指し、青龍社を脱退する
- 1963年 ‐ これまでとは違う新生横山としての第一回個展・越後風景展を開催する
- 1966年 ‐ 多摩美術大学日本画科の教授に就任し、多くの日本画家を育てる。そのときに「被害者になるな、加害者になれ」という自らの生き様を彷彿とさせるような言葉で指導し、また、生徒達に人望があった[要出典]
- 1971年 ‐ 酒の飲みすぎにより（大変な酒豪でもあった）脳卒中で倒れ右半身不随となる。回復後は左手で制作を続けた
- 1973年4月1日 ‐ 新作の制作途中に没（享年53）。

## 代表作
- 『ウォール街』（1962年東京国立近代美術館蔵）
- 『グランド・キャニオン』（1961年新潟市美術館蔵）
- 『塔』（1957年東京国立近代美術館蔵）
- 『富士雷鳴』（1961年）
- 『カザフスタンの女』（1951年）
- 『瀟湘八景』（1963年三重県立美術館蔵）
- 『越路十景 蒲原落雁』（1968年山種美術館蔵）　など。